# Ligumia
Ligumia је род слатководних шкољки, мекушаци из породице Unionidae.

## Врсте
Врсте у оквиру рода Ligumia:
- Ligumia nasuta
- Ligumia recta
- Ligumia subrostrata